# أحمد نهاد
أحمد نهاد بن محمد صلاح الدين (بالتركية: Ahmed Nihad Osmanoğlu)‏ (5 يوليو 1883 – 4 يونيو 1954)، كان رئيس السلالة العثمانية من بعد إلغاء السلطنة بعد عبد المجيد الثاني من (1944-1954) وُلد في أورطاكوي في الآستانة في 5 يوليو 1883، وهو ابن محمد صلاح الدين وحفيد السلطان العثماني مراد الخامس.